# Conrad Habicht
Conrad Habicht (28 décembre 1876, Schaffhouse - 23 octobre 1958, Schaffhouse), ami proche du physicien Albert Einstein, est un mathématicien, enseignant et violoniste suisse. 

## Biographie
Conrad Habicht naît le 28 décembre 1876 à Schaffhouse en Suisse.
Conrad Habicht, Maurice Solovine et Albert Einstein fondent l'Académie Olympia, un cercle informel d'amis qui se réunissent à Berne de 1902 à 1904 pour discuter de physique.
Habicht et Solovine sont les deux seuls témoins du mariage d'Einstein en 1903 avec Mileva Marić. La même année, il obtient son doctorat en mathématiques.
Habicht a été le destinataire de la lettre d'Einstein dans laquelle il lui fait part de ses articles qu'il publie dans les Annalen der Physik en 1905, année qui fut nommée par la suite Annus Mirabilis (année merveilleuse).
De 1907 à 1909, Conrad et son frère Paul, un ingénieur, essaient de mettre au point un appareil pour mesurer d'infimes quantités d'électricité. Même si l'appareil est breveté avec comme auteurs Habicht et Einstein, il n'a aucun succès. 
Violoniste virtuose, Habicht a dirigé le collège de musique de Schaffhouse de 1935 à 1958.
Habicht meurt le 23 octobre 1958 à Schaffhouse.